# Jakob Sobieski
Jakob Sobieski, född 2 november 1667 i Zhovkva i dåvarande Polen (i nuvarande Ukraina), död 19 december 1737 i Paris, var en polsk prins, son till den polske kungen Johan III Sobieski (död 1696).
Karl XII hade 1704 planer på att sätta Jakob Sobieski eller någon av dennes bröder på den polska tronen efter den avsatte kungen August den starke, men August tillfångatog Jakob och dennes bror Konstantin och höll dessa fängslade ända till freden i Altranstädt 1706. 
I samband med sin frigivning lovades prinsen en större penningersättning av August den starke. Till hjälp med att utfå denna betalning hade Sobieski den svenske diplomaten Herman Tersmeden, vilken med August framförhandlade att prinsen erhöll amtet Radeberg i pant härför. Jakob Sobieski försökte långt senare, senast 1718, få sin då äldsta dotter Kasimira gift med Karl XII.
Han var gift med Hedvig Elisabeth Amalia av Pfalz-Neuburg och far till fem döttrar, varav tre nådde vuxen ålder, häribland den ovannämnda (Maria) Kasimira (1695–1723) och Maria Klementina (1702–1735), som år 1719 äktade den engelske tronpretendenten Jakob Edvard Stuart.